# بيك باغي
بيك باغي (بالإنجليزية: Beik Baghi)‏ هي مستوطنة تقع في قسم اجارود الشمالي الريفي في إيران. يقدر عدد سكانها بـ 122 نسمة .